# Гулькевичі
Гулькевичі — місто в Росії, адміністративний центр Гулькевицького району Краснодарського краю.
Населення — 34 289 мешканців (2016).
Місто лежить за 5 кілометрів від річки Кубань, на її лівому (низькому) березі, за 150 кілометрів від Краснодару. Територією міста тече річка Самойлова Балка (ліва притока Кубані), течія якої зарегульовано системою ставків.

## Історія
Селище виникло при залізничній станції Гулькевичі, відкритої у 1875. Назва по землевласнику — раднику Н. В. Гулькевичу.

## Економіка
- Харчова промисловість
- Завод залізобетонних шпал
- Будівельна індустрія. У місті розташований великий завод із виробництва залізобетонних будівельних конструкцій — Агропромисловий будівельний комбінат «Гулькевицький», нині ВАТ АПСК"Г"

У селищі Ботаніка (за 20 км на південний захід), розташований унікальний Генетичний банк насіння імені Вавілова. У сховищах цього банку зберігаються насіння рослин, зібраних у світі.

## Відомі особистості
В поселенні народився:
- Малютін Костянтин Геннадійович (* 1955) — український математик.